# Klippe (Geologie)

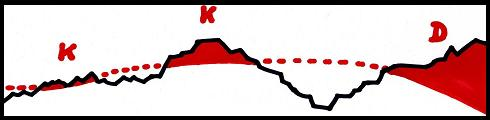
Tektonische Klippe (K) im schematischen Profilschnitt (schwarz: Landoberfläche). Die Verbindung zum Deckenhauptkörper (D, rot) wurde durch Erosion vollständig entfernt (rote gestrichelte Linie), so dass tiefer liegende Einheiten (weiß) hervortreten.

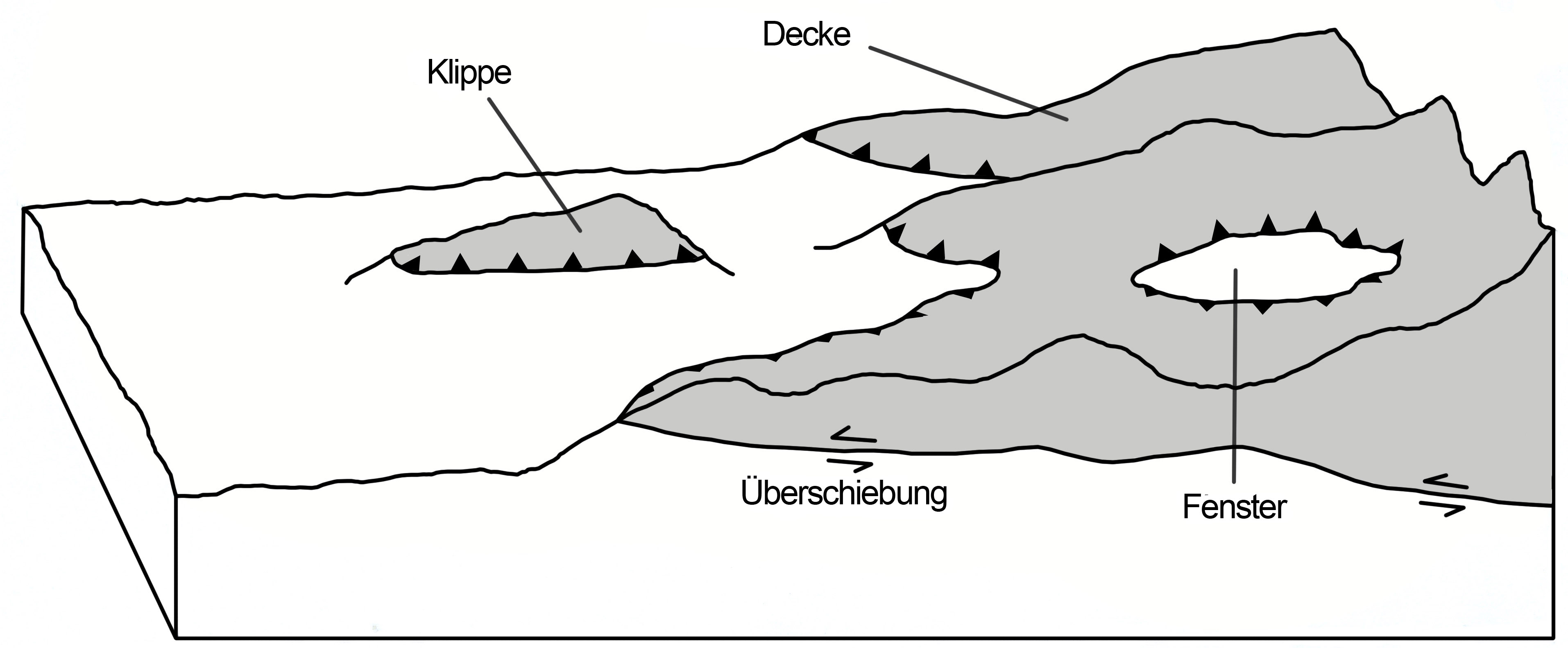
Geologische Strukturen im Gelände bei einer Überschiebung: Klippe, Fenster, Decke, Überschiebung

Als Klippe wird in der Tektonik der Teil einer tektonischen Decke (Überschiebungsdecke) bezeichnet, der durch Erosion vollständig vom Hauptkörper der Decke abgetrennt und dadurch nicht mehr in physischem Kontakt mit diesem ist. Klippen liegen tektonisch höher (Hangendes) als die Nebengesteine und sind rundum von tektonisch tiefer liegenden Gesteinen, dem Liegenden, umgeben. In aktiven Gebirgen wie den Alpen findet man Klippen hauptsächlich als Gipfel (Klippen) bzw. hohe Gebirgskämme aufbauende Einheiten oder im Kern von Synklinalen (Mulden).
Musterbeispiel einer tektonischen Klippe sind die Mythen in den Schweizer Alpen. Am Alpenostrand, vom österreichischen Weinviertel bis Südmähren, erstreckt sich eine Kalkklippenzone (Leiser Berge, Staatzer Klippe, Falkensteiner Klippe, Pollauer Berge), deren höchste Erhebung die 554 m hoch gelegenen Maidenberg in Südmähren sind.
Das Pendant zur tektonischen Klippe ist das tektonische Fenster, die Öffnung oder Lücke in einer Überschiebungsdecke.